# 大阪教育大学女子ハンドボール部
大阪教育大学女子ハンドボール部（おおさかきょういくだいがく じょしハンドボールぶ）は、関西学生ハンドボール連盟に所属する大阪教育大学の女子ハンドボール部。

## 歴史
2010年の全日本学生ハンドボール選手権大会（インカレ）では決勝へ勝ち進み、大阪体育大学と対戦。25対25の同点で延長に突入し、32対30で勝利。初優勝を果たした。
2011年は再び大阪体育大学とインカレ決勝で対戦。14対18で敗れ、準優勝に終わった。
2012年のインカレは3年連続で大阪体育大学と対戦し、28対27で勝利。2年ぶりの優勝を果たした。
2014年のインカレは2年ぶりに決勝へ進出し、大阪体育大学と対戦したが13対28で敗戦。
2015年はインカレ準決勝で東京女子体育大学に20対21で惜敗。
2017年のインカレは3年ぶりに決勝へ進出したが、大阪体育大学に18対23で敗れた。

## 獲得タイトル
- 全日本学生ハンドボール選手権大会：2回 (2010年・2012年)

## 主な出身選手
- 植垣暁恵 (2007年卒) - 元・広島メイプルレッズ
- 松村杏里 (2014年卒) - 元・ソニーセミコンダクタマニュファクチャリング
- 板野陽 (2015年卒) - イズミメイプルレッズ
- 髙宮咲 (2015年卒) - HC名古屋
- 眞継麻礼 (2015年卒) - イズミメイプルレッズ
- 笠原有紗 (2016年卒) - HC名古屋
- 堀川真奈 (2016年卒) - イズミメイプルレッズ
- 宇野史織 (2018年卒) - HC名古屋
- 村松沙耶 (2019年卒) - イズミメイプルレッズ